# Coppa UDEAC 1987
La Coppa UDEAC 1987 (1987 UDEAC Cup) fu la quarta edizione della Coppa UDEAC, competizione calcistica per nazione organizzata dalla UNIFFAC. La competizione si svolse in Ciad dal 7 dicembre al 18 dicembre 1987 e vide la partecipazione di sei squadre: Camerun, Ciad, Congo-Brazzaville, Gabon, Guinea Equatoriale e Rep. Centrafricana.
Il Congo-Brazzaville si ritira prima dell'inizio del torneo, pertanto le squadre del Gruppo B giocano partite di andata e ritorno.

## Formula
- Qualificazioni

Nessuna fase di qualificazione. Le squadre sono qualificate direttamente alla fase finale.
- Fase finale

Fase a gruppi - 6 squadre, divise in due gruppi (uno da tre squadre e uno da due). Il gruppo da tre squadre gioca partite di sola andata mentre il gruppo da due squadre gioca partite di andata e ritorno, le prime due classificate si qualificano per la fase a eliminazione diretta.
Fase a eliminazione diretta - 4 squadre, giocano partite di sola andata. La vincente si laurea campione UDEAC.

## Squadre partecipanti
| Pr. | Squadra            | Data di qualificazione certa | Partecipante in quanto | Partecipazioni precedenti al torneo | Ultima presenza         |
| --- | ------------------ | ---------------------------- | ---------------------- | ----------------------------------- | ----------------------- |
| 1   | Camerun            | -                            | Qualificata di diritto | 3 (1984, 1985, 1986)                | Guinea Equatoriale 1986 |
| 2   | Ciad               | -                            | Qualificata di diritto | 3 (1984, 1985, 1986)                | Guinea Equatoriale 1986 |
| 3   | Congo-Brazzaville  | -                            | Qualificata di diritto | 3 (1984, 1985, 1986)                | Guinea Equatoriale 1986 |
| 4   | Gabon              | -                            | Qualificata di diritto | 3 (1984, 1985, 1986)                | Guinea Equatoriale 1986 |
| 5   | Guinea Equatoriale | -                            | Qualificata di diritto | 3 (1984, 1985, 1986)                | Guinea Equatoriale 1986 |
| 6   | Rep. Centrafricana | -                            | Qualificata di diritto | 3 (1984, 1985, 1986)                | Guinea Equatoriale 1986 |

Nella sezione "partecipazioni precedenti al torneo", le date in grassetto indicano che la nazione ha vinto quella edizione del torneo, mentre le date in corsivo indicano la nazione ospitante.

## Fase finale

### Fase a gruppi

#### Gruppo A

##### Classifica
| Pos | Squadra            | P.ti | G | V | N | P | GF | GS | DR |
| --- | ------------------ | ---- | - | - | - | - | -- | -- | -- |
| 1   | Ciad               | 3    | 2 | 1 | 1 | 0 | 3  | 2  | +1 |
| 2   | Gabon              | 2    | 2 | 0 | 2 | 0 | 2  | 2  | 0  |
| 3   | Rep. Centrafricana | 1    | 2 | 0 | 1 | 1 | 2  | 3  | -1 |

##### Risultati
| N'Djamena 7 dicembre 1987 | Ciad | 2 – 1 | Rep. Centrafricana |  |

| N'Djamena 9 dicembre 1987 | Gabon | 1 – 1 | Rep. Centrafricana |  |

| N'Djamena 11 dicembre 1987 | Ciad | 1 – 1 | Gabon |  |

#### Gruppo B

##### Classifica
| Pos | Squadra            | P.ti     | G        | V        | N        | P        | GF       | GS       | DR       |
| --- | ------------------ | -------- | -------- | -------- | -------- | -------- | -------- | -------- | -------- |
| 1   | Camerun            | 3        | 2        | 1        | 1        | 0        | 1        | 0        | +2       |
| 2   | Guinea Equatoriale | 1        | 2        | 0        | 1        | 1        | 0        | 1        | +1       |
| -   | Congo-Brazzaville  | Ritirato | Ritirato | Ritirato | Ritirato | Ritirato | Ritirato | Ritirato | Ritirato |

##### Risultati
| N'Djamena 8 dicembre 1987 | Camerun | 1 – 0 | Guinea Equatoriale |  |

| N'Djamena 10 dicembre 1987 | Guinea Equatoriale | 0 – 0 | Camerun |  |

### Fase a eliminazione diretta

#### Tabellone
|  | Semifinali         | Semifinali         | Semifinali |         |      | Finale             | Finale             | Finale          |  |
|  |                    |                    |            |         |      |                    |                    |                 |  |
|  | Ciad               | Ciad               | 4          |         |      |                    |                    |                 |  |
|  | Ciad               | Ciad               | 4          |         |      |                    |                    |                 |  |
|  | Guinea Equatoriale | Guinea Equatoriale | 0          |         |      |                    |                    |                 |  |
|  | Guinea Equatoriale | Guinea Equatoriale | 0          |         | Ciad | Ciad               | 0                  |                 |  |
|  |                    |                    |            |         | Ciad | Ciad               | 0                  |                 |  |
|  |                    |                    | Camerun    | Camerun | 1    |                    |                    |                 |  |
|  | Camerun            | Camerun            | Camerun    | Camerun | 1    | 1                  |                    |                 |  |
|  | Camerun            | Camerun            |            |         |      | 1                  |                    |                 |  |
|  | Gabon              | Gabon              | 0          |         |      | Finale 3º posto    | Finale 3º posto    | Finale 3º posto |  |
|  | Gabon              | Gabon              | 0          |         |      |                    |                    |                 |  |
|  |                    |                    |            |         |      |                    |                    |                 |  |
|  |                    |                    |            |         |      | Guinea Equatoriale | Guinea Equatoriale | 0 (3)           |  |
|  |                    |                    |            |         |      | Guinea Equatoriale | Guinea Equatoriale | 0 (3)           |  |
|  |                    |                    |            |         |      | Gabon              | Gabon              | 0 (4)           |  |

#### Semifinali
| N'Djamena 15 dicembre 1987 | Ciad | 4 – 0 | Guinea Equatoriale |  |

| N'Djamena 16 dicembre 1987 | Camerun | 1 – 0 | Gabon |  |

#### Finale 3º posto
| N'Djamena 18 dicembre 1987                   | Gabon                | 0 – 0 | Guinea Equatoriale |  |
| \| \| \| \| \| \| Tiri di rigore 4 – 3 \| \| |                      |       |                    |  |
|                                              |                      |       |                    |  |
|                                              | Tiri di rigore 4 – 3 |       |                    |  |

#### Finale
| N'Djamena 18 dicembre 1987 | Camerun | 1 – 0 | Ciad |  |